# Daewoo Shipbuilding & Marine Engineering
Daewoo Shipbuilding & Marine Engineering Co., Ltd (DSME) (korejsko 대우조선해양) je drugo največje ladjedelniško podjetje na svetu  in eno izmed »velikih treh« ladjedelniških podjetij Južne Koreje.
21. februarja 2011 je A. P. Moller-Maersk (Maersk) naročil deset supervelikih kontejnerskih ladij razreda Trojni, vsaka s kapacitetito 18 000 TEU, okrog 3000 več kot Maersk E-razred. Obstaja opcija dodatnih 20 ladij.
22. februarja 2012 je Britansko obrambno ministrstvo naročilo štiri dvotrupne tankerje MARS. V uporabo naj bi vstopili leta 2016.
20. decembra 2012 so dobili naročilo za tri podmornice za Indonezijsko mornarico, pogodba je vredna $1,07 milijard – južnokorejski rekord obrambne industrije.